# Foliot

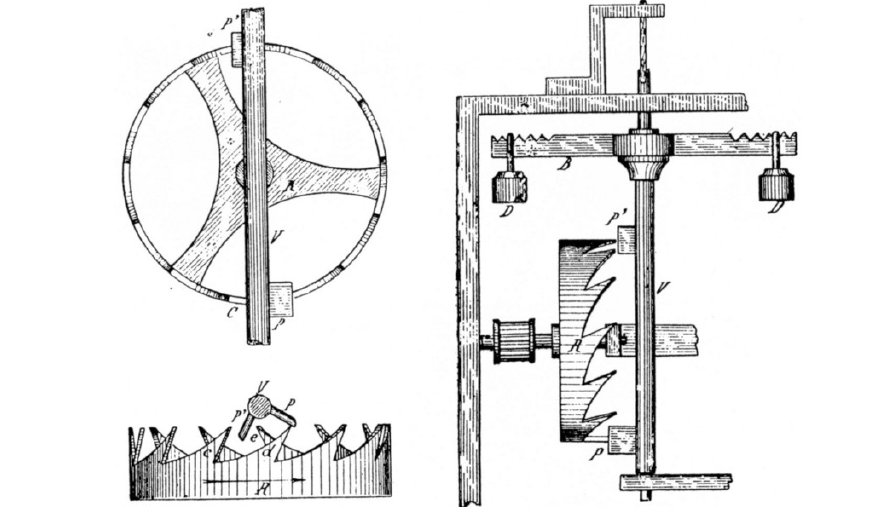
Balken mit versetzbaren Gewichten und Spindel (mit 2 Lappen), Kronrad

Das Foliot (zitterndes Blatt; deutsch: Waag, Balkenwaag oder Löffelwaag) ist  ein Gangregler, der in den frühesten Räderuhren, ab etwa 1300, einen annähernd gleichmäßigen Gang bewirkt.
Erst die Erfindung der Hemmung mit Foliot ermöglichte die mechanische Uhr. Ihre anderen Bauteile, Gewichtsantrieb, Zahnräder und drehende Zeiger, waren vorher schon bekannt.
Eine Variante des Foliots ist ein Rad, das Unrast genannt wird. Es ist nicht zu verwechseln mit der Unruh, die zusammen mit einer Spiralfeder ein Torsionspendel ist und erst später das schon seit der Antike bekannte (Schwerkraft-) Pendel als mechanischen Schwinger ersetzte.
Zum Mechanismus gehören neben dem waagerecht angeordneten Balken (die Balkenwaag bzw. das Foliot im engeren Sinne) oder Rad (Unrast) auch die senkrechte Welle (die Spindel), um die sich der Balken bzw. das Rad dreht, und die beiden an ihr befestigten Lappen, die zwischen die Zähne des Kronrads greifen. Das Kronrad (Hemmungsrad) ist das am schnellsten drehende Rad der Uhr, und seine Drehgeschwindigkeit bestimmt deren Gang. Ohne Hemmung durch den Foliot-Mechanismus würde die Uhr zu schnell und ungleichmäßig gehen.
Bei jeder Hin- und Herbewegung des Foliots dreht sich das Kronrad um einen Zahn weiter. Ein Zahn des Kronrads schiebt über einen der Lappen an der Spindel das Foliot in die Mittellage und darüber hinaus, bis der Zahn vom Lappen abfällt und ein Zahn auf der anderen Seite des Kronrads auf den anderen Lappen trifft, wo sich der Vorgang in der Gegenrichtung wiederholt. Das Trägheitsmoment des Foliots bestimmt zusammen mit dem Drehmoment, mit dem das Kronrad angetrieben wird, den Gang der Uhr. Durch radial verschiebbare Gewichte kann das Trägheitsmoment des Foliots verändert werden, um den Gang zu regulieren.
Das Foliot ist kein System mit Eigenschwingungsfähigkeit und kann nicht isochron arbeiten. Historische Uhren mit Foliot gingen auf etwa 15 Minuten pro Tag genau, und heutige Nachbauten lassen sich bestenfalls auf 1 bis 2 min/Tag einregulieren. Das Foliot war aber eine Vorstufe für Konstruktionen mit mechanischem Schwinger, dessen Schwingungsdauer bei freier Schwingung eine konstante Größe ist und der weitgehend unbeeinflusst von den übrigen Komponenten der Uhr deren Gang bestimmt.
Das Foliot ist nur für ortsfest aufgestellte Uhren verwendbar. Es wurde hier Mitte des 17. Jahrhunderts durch das Pendel abgelöst (durch Christiaan Huygens). Für tragbare Uhren wurde vermutlich schon um 1500 ein Torsionspendel eingesetzt (zuerst durch Peter Henlein). Dieses wurde später zur Unruh mit Spiralfeder weiterentwickelt.

## Bilder von Räderuhren mit Foliot, Nachbauten

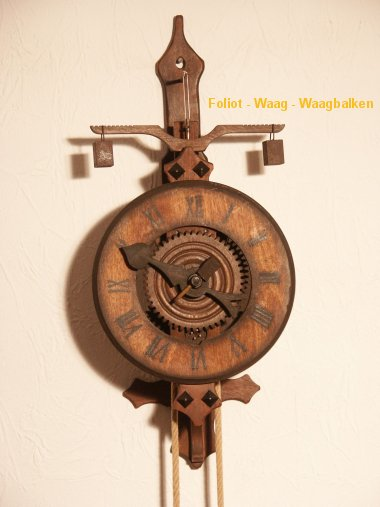
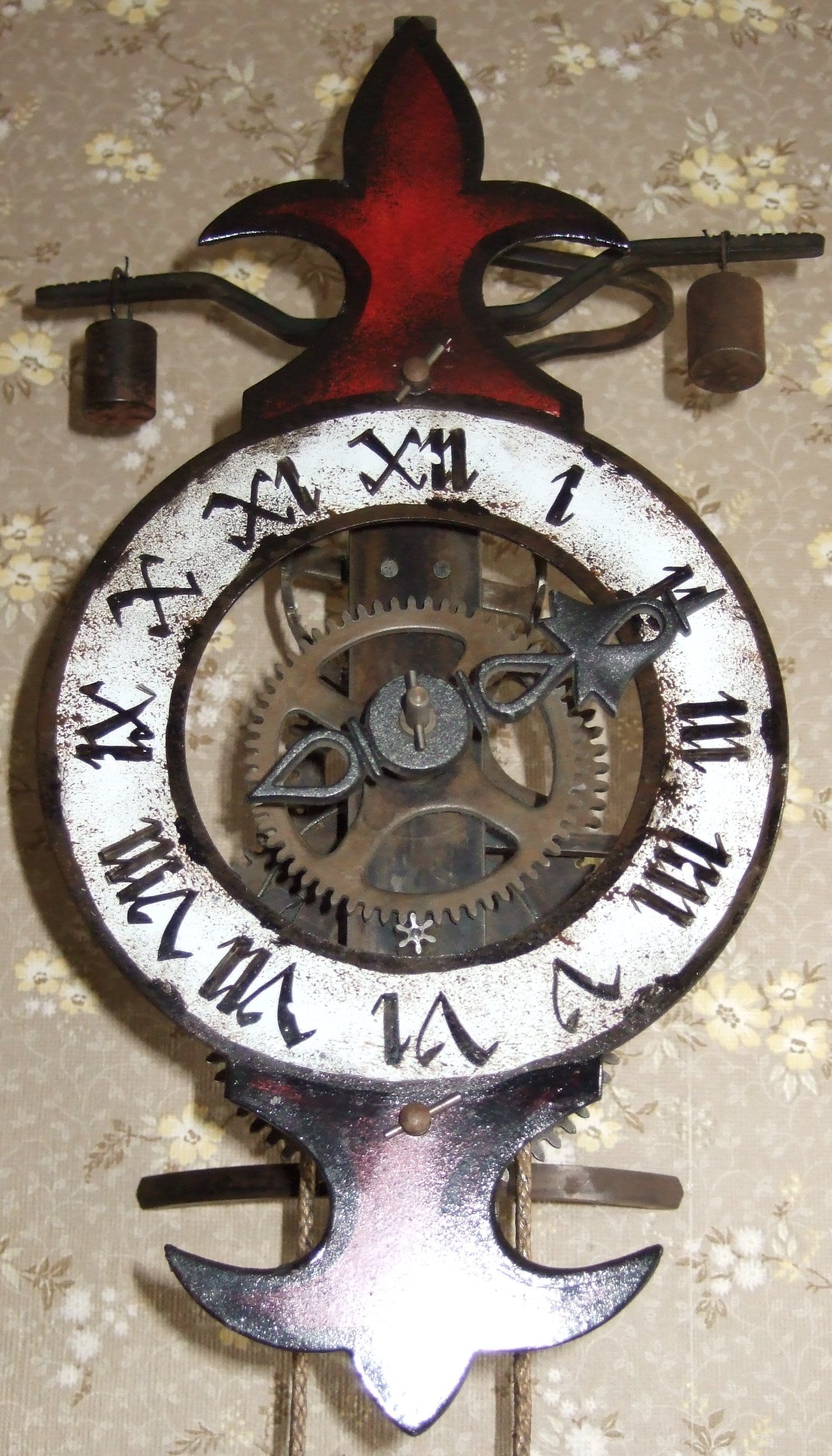
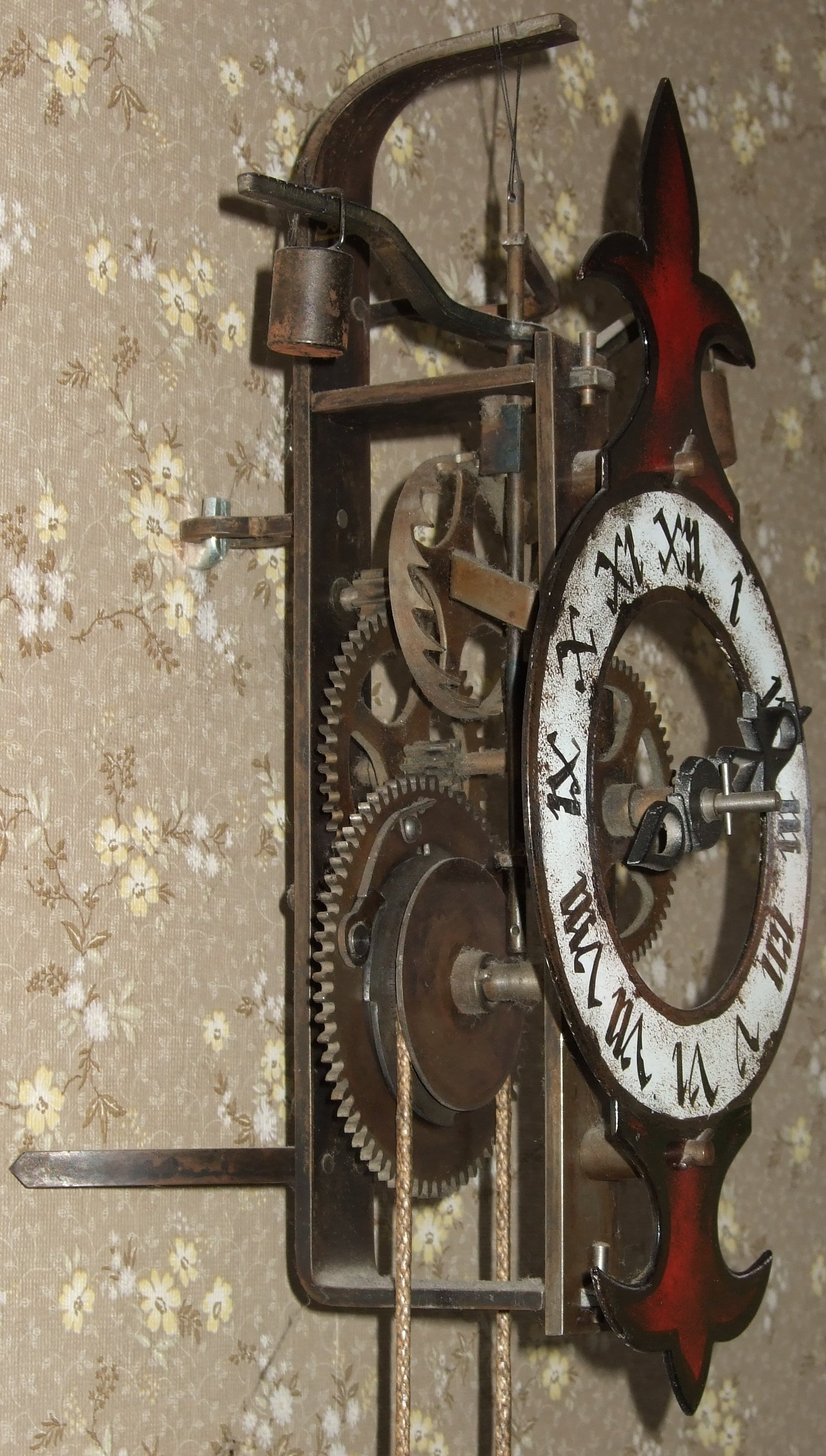